# Tour de France 2010/20. Etappe
| Ergebnis der 20. Etappe      | Ergebnis der 20. Etappe | Ergebnis der 20. Etappe |
| ---------------------------- | ----------------------- | ----------------------- |
| Etappensieger                | Mark Cavendish          | 2:42:21 h               |
| Zweiter                      | Alessandro Petacchi     | gl. Zeit                |
| Dritter                      | Julian Dean             | gl. Zeit                |
| Vierter                      | Jürgen Roelandts        | gl. Zeit                |
| Fünfter                      | Óscar Freire            | gl. Zeit                |
| Sechster                     | Gerald Ciolek           | gl. Zeit                |
| Siebter                      | Thor Hushovd            | gl. Zeit                |
| Achter                       | Matti Breschel          | gl. Zeit                |
| Neunter                      | Robbie McEwen           | gl. Zeit                |
| Zehnter                      | Daniel Oss              | gl. Zeit                |
| Kämpferischster Fahrer       | nicht vergeben          | nicht vergeben          |
| Endstand nach der 20. Etappe |                         |                         |
| Gesamtwertung                | Alberto Contador        | 91:58:48 h              |
| Zweiter                      | Andy Schleck            | + 0:39 min              |
| Dritter                      | Denis Menschow          | + 2:01 min              |
| Punktwertung                 | Alessandro Petacchi     | 243 Pkt.                |
| Zweiter                      | Mark Cavendish          | 232 Pkt.                |
| Dritter                      | Thor Hushovd            | 222 Pkt.                |
| Bergwertung                  | Anthony Charteau        | 143 P.                  |
| Zweiter                      | Christophe Moreau       | 128 P.                  |
| Dritter                      | Andy Schleck            | 116 P.                  |
| Nachwuchswertung             | Andy Schleck            | 91:59:27 h              |
| Zweiter                      | Robert Gesink           | + 08:52 min             |
| Dritter                      | Roman Kreuziger         | + 11:15 min             |
| Teamwertung                  | Team RadioShack         | 276:02:03 h             |
| Zweiter                      | Caisse d’Epargne        | + 09:15 min             |
| Dritter                      | Rabobank                | + 27:49 min             |

Die 20. Etappe der Tour de France 2010 am 25. Juli führte über 102,5 km von Longjumeau nach Paris auf den Rundkurs der Champs-Élysées. Der letzte Tagesabschnitt endete mit neun Runden auf dem Rundkurs. Während dieser Runden wurden zwei Sprintwertungen ausgefahren. Wie am Vortag gingen 170 der zum Tourstart 198 gemeldeten Teilnehmer an den Start.

## Rennverlauf
Das Team RadioShack trat zur Etappe in einem schwarzen Trikot auf, das mit der Nummer 28 auf die Zahl der Krebskranken in Millionen hinweisen sollte. Allerdings war dieses Sondertrikot nicht von der UCI zugelassen. Zunächst zogen die Fahrer von RadioShack nur die normalen Teamjacken über. Allerdings genügte das nicht, da auch die Startnummern sichtbar angebracht werden müssen. So hielt das Team an, um die Trikots zu wechseln und die Startnummern anzupinnen. Auch Stéphane Augé und Thomas Voeckler tauschten kurzzeitig ihre Trikots. Lediglich Lance Armstrong fuhr noch mit der Teamjacke. Nach Diskussionen wechselte dann auch er das Trikot und ließ sich die Startnummer anpinnen, das allerdings zunächst nur flüchtig. Die übrigen Fahrer warteten mit den Offiziellen am Kilometer Null. Schließlich wurde das Rennen um 14:58 Uhr mit über einer Viertelstunde Verspätung gestartet. Mit Alberto Contador und Andy Schleck sowie ein paar Fahrern des Teams Astana an der Spitze fuhr das Feld mit ruhigem Tempo los und es begannen einige Fotoshootings. Nun wurde auch Armstrongs Startnummer gerichtet.
Nachdem die Fahrer zum ersten Mal die Ziellinie und den Wendepunkt auf den Champs-Élysées erreicht hatten, löste sich eine sechsköpfige Gruppe, bestehend aus Aljaksandr Kuschynski, Aleksandr Pliuşkin, Christophe Riblon, Rubén Pérez, Maarten Tjallingii und Stéphane Augé. Von den Angreifern gewann Kuschynski als Solist die erste Sprintwertung nach der zweiten Zieldurchfahrt, bevor das von Marcus Burghardt geführte Feld ihn wieder einholte. Danach löste sich eine Elfergruppe aus Anthony Roux, Nicki Sørensen, Sandy Casar, Christophe Riblon, Tony Martin, Karsten Kroon, Christian Knees, Rémi Pauriol, Alan Pérez, Danilo Hondo und Aitor Pérez. Diese Fahrer konnten einen Vorsprung von bis zu 25 Sekunden herausfahren. Kroon gewann die zweite Sprintwertung, die nach der fünften Zieldurchfahrt ausgefahren wurde. Das von den Teams HTC-Columbia und Sky sowie später auch Lampre geführte Feld holte danach aber wieder auf. Knees versuchte sich von der Gruppe zu lösen, ihm folgten Kroon und Sørensen. Während die acht anderen Fahrer wieder eingeholt wurden, konnten die Drei an der Spitze ihren Vorsprung kurzzeitig wieder etwas vergrößern, ehe auch sie 5,5 km vor dem Ziel eingeholt wurden. Thor Hushovd zog den Sprint an, der erneut von Mark Cavendish mit deutlichem Vorsprung gewonnen wurde. Zweiter wurde Alessandro Petacchi, der damit sein Grünes Trikot verteidigen konnte.

## Sprintwertungen
- 1. Zwischensprint Haut des Champs-Élysées (Kilometer 58) (60 m)

| Erster  | Aljaksandr Kuschynski | 6 Pkt. |
| Zweiter | Marcus Burghardt      | 4 Pkt. |
| Dritter | Rubén Pérez           | 2 Pkt. |

- 2. Zwischensprint Haut des Champs-Élysées (Kilometer 77,5) (60 m)

| Erster  | Karsten Kroon   | 6 Pkt. |
| Zweiter | Sandy Casar     | 4 Pkt. |
| Dritter | Christian Knees | 2 Pkt. |

- Ziel in Paris, Champs-Élysées (Kilometer 102,5) (45 m)

| Erster   | Mark Cavendish         | 35 Pkt. |
| Zweiter  | Alessandro Petacchi    | 30 Pkt. |
| Dritter  | Julian Dean            | 26 Pkt. |
| Vierter  | Jürgen Roelandts       | 24 Pkt. |
| Fünfter  | Óscar Freire           | 22 Pkt. |
| Sechster | Gerald Ciolek          | 20 Pkt. |
| Siebter  | Thor Hushovd           | 19 Pkt. |
| Achter   | Matti Breschel         | 18 Pkt. |
| Neunter  | Robbie McEwen          | 17 Pkt. |
| Zehnter  | Daniel Oss             | 16 Pkt. |
| 11.      | Martijn Maaskant       | 15 Pkt. |
| 12.      | Lloyd Mondory          | 14 Pkt. |
| 13.      | Sébastien Turgot       | 13 Pkt. |
| 14.      | José Joaquín Rojas Gil | 12 Pkt. |
| 15.      | Rubén Pérez            | 11 Pkt. |
| 16.      | Yukiya Arashiro        | 10 Pkt. |
| 17.      | Edvald Boasson Hagen   | 9 Pkt.  |
| 18.      | Lars Boom              | 8 Pkt.  |
| 19.      | Alessandro Ballan      | 7 Pkt.  |
| 20.      | Danilo Hondo           | 6 Pkt.  |
| 21.      | Sebastian Lang         | 5 Pkt.  |
| 22.      | Kristijan Koren        | 4 Pkt.  |
| 23.      | Luke Roberts           | 3 Pkt.  |
| 24.      | Cyril Gautier          | 2 Pkt.  |
| 25.      | Daniel Moreno          | 1 Pkt.  |